# Kud (città)
Kud è una città dell'India di 1.140 abitanti, situata nel distretto di Udhampur, nel territorio del Jammu e Kashmir. In base al numero di abitanti la città rientra nella classe VI (meno di 5.000 persone).

## Geografia fisica
La città è situata a 33° 4' 60 N e 75° 16' 60 E e ha un'altitudine di 1.854 m s.l.m..

## Società

### Evoluzione demografica
Al censimento del 2001 la popolazione di Kud assommava a 1.140 persone, delle quali 611 maschi e 529 femmine. I bambini di età inferiore o uguale ai sei anni assommavano a 163, dei quali 87 maschi e 76 femmine. Infine, coloro che erano in grado di saper almeno leggere e scrivere erano 669, dei quali 419 maschi e 250 femmine.